# یونت (میزوری)
یونت (به انگلیسی: Yount) یک منطقهٔ مسکونی در ایالات متحده آمریکا است که در شهرستان پری، میزوری واقع شده‌است. یونت  ۱۹۰ متر بالاتر از سطح دریا قرار دارد.